# Domaine de Montauger
Le domaine départemental de Montauger se compose d'un château du XVIIIe siècle, situé à Lisses dans l'Essonne et d'un vaste domaine de 20 ha appartenant au département depuis 2002, classé Espace naturel sensible (ENS). Le château, vestige de celui érigé par Jacques Hardouin-Mansart de Sagonne, héberge la Maison de l'environnement de l'Essonne.

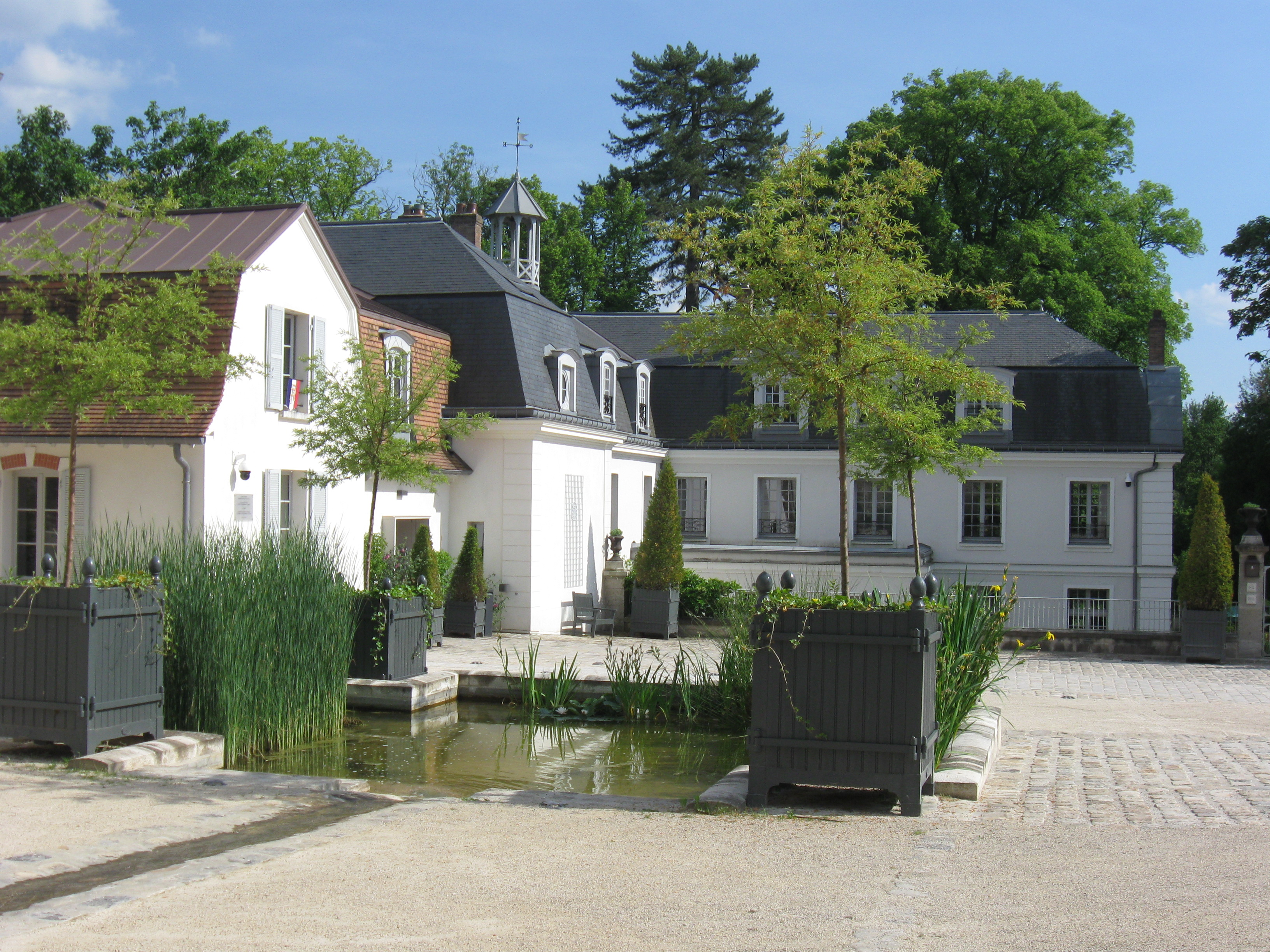
La cour devant l'entrée.

## Histoire
Le bâtiment principal est l'aile gauche d'un château du XVIIIe siècle, érigé pour Gilbert-Jérôme Clautrier, premier commis du Contrôle général des finances, par l'architecte du roi, Jacques Hardouin-Mansart de Sagonne, de 1759 à 1762. Il remplace un château plus ancien bâti au début du XVIIe siècle à l'emplacement d'une bâtisse médiévale.
Démoli en grande partie en 1818-1819, le château est recomposé dans son état actuel dans les années 1840. Il a connu des propriétaires importants tels que Sylvain Rosengart, frère et associé du grand constructeur automobile du même nom, ou la famille Ruffier d'Epenoux, ses derniers propriétaires privés. 
Le domaine est acheté en 2002 par le Conseil départemental de l'Essonne qui le restaure et décide d'en faire sa Maison de l'environnement.

## Visites et animations
Le domaine propose plusieurs animations :
- 2 observatoires ornithologiques sont disponibles au cœur d'une zone humide
- des expositions dans le château
- des ateliers pour les groupes scolaires
- des visites guidées pour les visiteurs.